# Mihai Neșu
Mihai Mircea Neșu (n. 19 februarie 1983, Oradea, România) este un fost jucător de fotbal din România, care a evoluat în cariera sa pentru cluburile Steaua București și FC Utrecht. A jucat pe postul de fundaș stânga și uneori extremă stânga. Cu Steaua, Neșu a jucat 86 de meciuri în Liga I, în care a marcat un gol. Pe 29 martie 2006 a primit Medalia „Meritul Sportiv” clasa a II-a cu o baretă din partea președintelui României de atunci, Traian Băsescu, pentru că a făcut parte din lotul echipei FC Steaua București care obținuse până la acea dată calificarea în sferturile Cupei UEFA 2005-2006. În 2008, s-a transferat la echipa olandeză, FC Utrecht unde a jucat titular în toate meciurile din tur din primul sezon și a primit distincția de „cel mai bun fundaș stânga din Eredivisie” în fața unor nume precum Giovanni van Bronckhorst, Sebastian Pocognoli sau Urby Emanuelson. A acumulat opt selecții în echipa națională a țării sale.
Cariera lui Neșu a luat sfârșit pe 10 mai 2011, când s-a accidentat grav la un antrenament al echipei sale, FC Utrecht. În urma coliziunii cu un coleg de echipă, Alje Schut, Neșu a căzut la pământ, incapabil să miște de la gât în jos. Transportat de urgență la spital, Neșu a fost diagnosticat cu fractură de vertebră cervicală și a fost operat imediat. În următoarele luni, Neșu a reînceput să vorbească, apoi a început recuperarea medicală și și-a recâștigat parțial controlul asupra brațului drept. 
Pe 18 ianuarie 2012, a susținut prima sa conferință de presă de după accident, când a anunțat că va înființa o fundație care să ajute copiii români cu dizabilități. Din 8 februarie 2012, el a început să își miște și mâna stângă. Începând cu luna mai a aceluiași an, a plecat în Statele Unite ale Americii la o clinică de fizioterapie din statul California, unde recuperarea sa a continuat, el reușind să recapete din ce în ce mai mult control asupra ambelor mâini.

## Palmares
| Sezon     | Club                | Titlu              |
| --------- | ------------------- | ------------------ |
| 2000-2001 | FC Steaua București | Divizia A          |
| 2000-2001 | FC Steaua București | Supercupa României |
| 2004-2005 | FC Steaua București | Divizia A          |
| 2005-2006 | FC Steaua București | Divizia A          |
| 2005-2006 | FC Steaua București | Supercupa României |